# Dewey: wielki kot w małym mieście

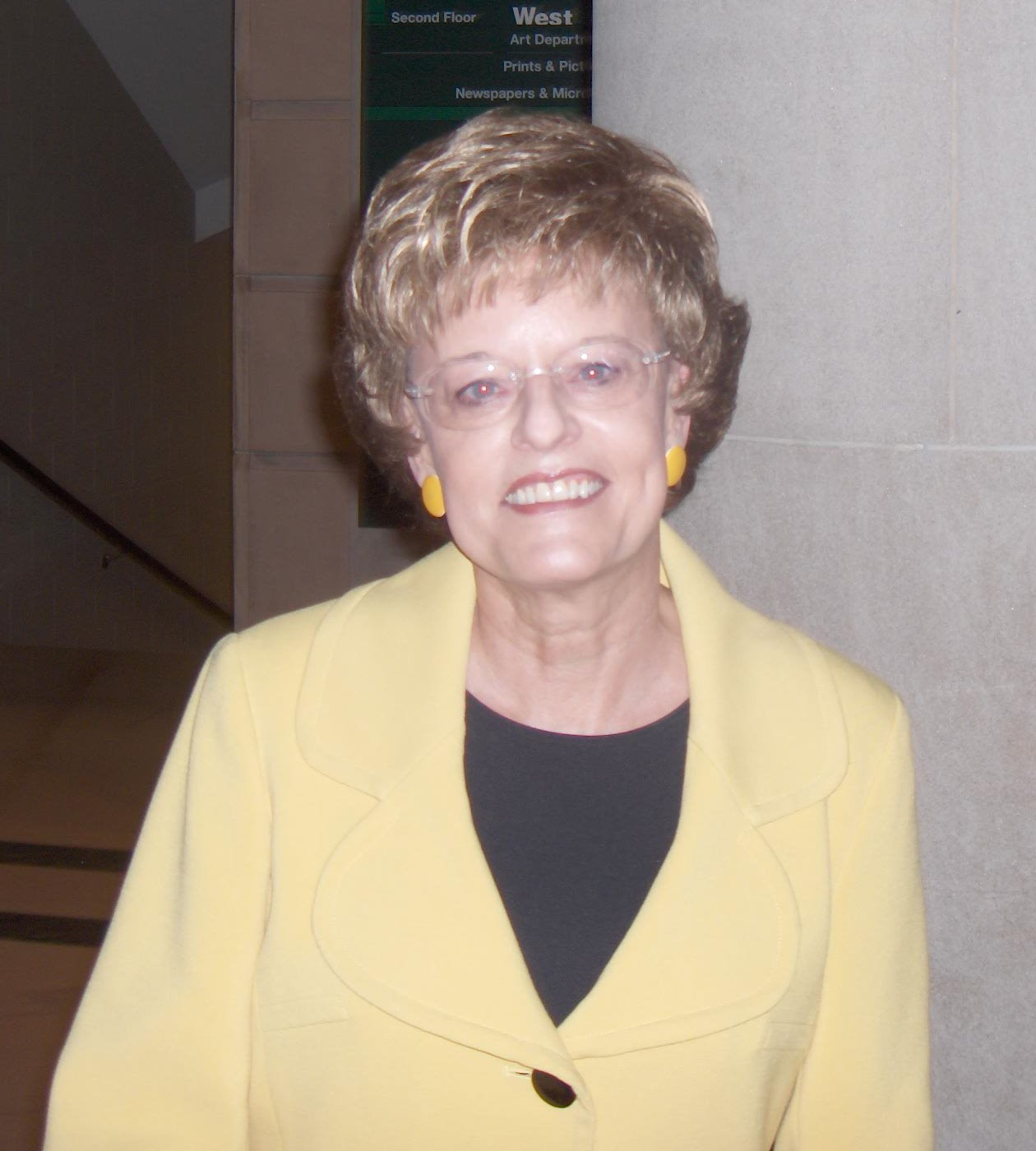
Vicki Myron – autorka książki

Dewey: wielki kot w małym mieście (ang. Dewey: The Small-Town Library Cat Who Touched the World) – powieść Vicki Myron z gatunku literatury faktu opublikowana we wrześniu 2008 roku. Jest to opowieść o życiu kota Deweya Readmore'a Booksa w Bibliotece Publicznej w Spencer w stanie Iowa. Grand Central Publishing zapłacił 1,2 mln $ ówczesnej wówczas dyrektorce biblioteki Vicki Myron i współautorowi Bretowi Witter za prawa do historii życia kota.